# Ctenotus delli
Ctenotus delli är en ödleart som beskrevs av  Storr 1974. Ctenotus delli ingår i släktet Ctenotus och familjen skinkar. Inga underarter finns listade i Catalogue of Life.